# How Strange, Innocence
How Strange, Innocence es el primer álbum de la banda estadounidense de post-rock, Explosions in the Sky, lanzado el 17 de enero de 2000. Este fue su único álbum lanzado a través de la discográfica Sad Loud America. 
Inicialmente solo fueron lanzadas 300 copias en forma de CD. Debido a muchos pedidos de los fanes, el álbum fue remasterizado desde las cintas originales y relanzado en CD con un nuevo arte de tapa por la discográfica Temporary Residence Limited el 11 de octubre de 2005. 
El álbum también fue lanzado en una edición limitada, de 300 copias, un doble LP de vinilo por la discográfica Ruined Potential.

## Lista de canciones
1. «A Song for Our Fathers» – 5:42
2. «Snow and Lights» – 8:17
3. «Magic Hours» – 8:29
4. «Look into the Air» – 5:30
5. «Glittering Blackness» – 5:30
6. «Time Stops» – 9:55
7. «Remember Me as a Time of Day» – 5:27

## Miembros

### Explosions In The Sky
- Munaf Rayani – guitarra
- Mark Smith – guitarra
- Michael James – bajo y guitarra
- Chris Hrasky – batería y percusión